# Переписи населення України
Переписи населення України — періодичний облік населення України, що з 2001 року проводиться Державною службою статистики України. Станом на 2023 рік в незалежній Україні був проведений один перепис населення. За цим показником серед колишніх країн СРСР Україні поступається лише Узбекистан (де не було жодного перепису з часів СРСР). Наступний, другий перепис, переносився 5 разів (з 2011 на 2012, 2013, 2016, 2020 та 2023 роки) та ще не був проведений.
Останній повний перепис населення в Україні проводився у 2001 році. За встановленою практикою і згідно з рекомендаціями ООН переписи населення у більшості країн світу проводяться раз на десять років. Принципи та рекомендації ООН визначають, що саме переписи населення є унікальним джерелом соціально-демографічних даних та дозволяють отримати найдетальнішу інформацію щодо різноманітних характеристик населення як на загальнодержавному та регіональному рівні, так і міжнародному. В Україні періодичність та порядок перепису населення було ухвалено Кабміном у лютому 2021 році, також, з рекомендацією проводити перепис населення не рідше ніж один раз на 10 років. Передбачається що перепис проводяться сучасними електронними засобами з використанням інформаційних ресурсів мережі інтернет, а державна служба статистики наділена додатковими повноваженнями щодо отримання даних з національних електронних інформаційних ресурсів.

## Значення
Результати перепису населення є надійною базою для інформаційного забезпечення, прогнозування і управління соціально-економічним розвитком України, включаючи планування та реалізацію бюджетного процесу, здійснення виваженої соціально-демографічної політики, регулювання міграційних процесів, наукових розробок.

## Історія

### Перші обліки населення
Потреба в обліку населення виникла у далекій давнині. Вона була пов'язана з політичними, господарськими і воєнними потребами стародавніх держав, яким потрібні були відомості про кількість населення, яке здатне платити податки або може бути призваним в армію.
Перші спроби перепису населення України (в сучасних територіальних межах) відбувалися з метою визначення данини з земель і датуються середньовіччям.
У Русі-Україні в Х ст. одиницею обліку податного населення і видом стародавнього податку був «дим», який обчислювався за кількістю печей і димарів у кожному домогосподарстві. «Дим» замінила інша одиниця обліку платників княжої податі — «рало» (знаряддя оранки типу примітивного плуга). Пізніше одиницею обкладання податком став плуг. Вона називалась «поплужне».
За часів татаро-монгольського іга для визначення розмірів данини обліки людності проводились за вимогою татарських ханів. Такі обліки були проведені у 1245, 1257, 1259, 1273 роках. Їх проводили «обчислювальники» — спеціально призначені люди. За даними цих переписів, населення Русі нараховувало тоді близько 10 мільйонів осіб.
За часів Литовсько-Руської держави одиницею оподаткування, а отже й обліку платників податків, було «дворище» (подвірне). Вона не мала сталого розміру і залежала від кількості вільних ґрунтів навколо. З часом кількість незайнятих зменшилась, а потреба держави, навпаки, збільшилась, тому була введена нова одиниця обліку — «волока». Згідно з «Уставом на волоки Господаря его милости во всем великом княжении Литовском» (1557 рік), кожне селянське господарство діставало «волоку», яка рівнялась 19,5 десятини.
Після остаточного закріплення союзу Литви і Польщі Люблінською унією 1569 року більша частина українських земель увійшла до складу Королівства Польського, а в першій половині XVII ст. вже майже всі землі, заселені українським народом, опинились у складі Речі Посполитої (крім Закарпаття та степів на схід від теперішньої Полтавщини).
У Речі Посполитій з метою отримання інформації для податного обкладання проводились «люстрації» — періодичні описи державних маєтностей для визначення їхньої прибутковості, а також облік переважно сільського населення і то лише того, яке оподатковувалось та несло інші повинності.

### Козаччина
Під час визвольної війни українського народу під проводом Богдана Хмельницького вперше облік людності проводився українською державою. За наказом гетьмана у 1649 році був здійснений перепис козацького стану.
Після Андрусівської угоди 1667 року, Правобережна Україна залишилась в складі Речі Посполитої, а Лівобережна відійшла до Московії.
Перший облік людності на Лівобережній Україні після поділу України ще до Андрусівської угоди був проведений на початку 1666 року московськими переписувачами, яких закликав в Україну разом із московськими воєводами і військом гетьман Лівобережної України Іван Брюховецький. «Переписувачі робили перепис населення, скільки його і де є, й які воно має достатки, щоб збирати потім податок грішми, хлібом і всякими продуктами» (Дорошенко Д. Нарис історії України, с. 308).
У 1729—1731 роках у Лівобережній Україні проведений перепис під назвою «Генеральне слідство про маєтності», яке здійснювалось полковими канцеляристами у відповідно до нових статей договору про автономію Лівобережної України, прийнятими у 1725 році. «В кінці 1730 року полкові книги були відіслані до Глухова (столиці Гетьманщини), де їх остаточно перевірили і з початку 1731 року один примірник „Слідства“ по всіх десяти полках, за підписами генеральної старшини й полковників вислано до Петербурга» (Дорошенко Д. Нарис історії України, с. 410, 412).
Після ліквідації одного із останніх атрибутів автономії України — гетьманства з метою запровадження нового підвищеного державного оподаткування представниками великоросійських військових команд грубими методами проводився «Генеральний опис Лівобережної України 1765—1769 років». «В кожному селі виганяли народ з хат його на вулиці, не минуючи нікого і навіть грудних немовлят, шикували їх шеренгами і тримали так на всякій погоді, чекаючи, аж доки перейдуть вулицями головні Комісіонери, які, роблячи їх переклички, значили кожного на грудях крейдою та вуглем, щоб з іншими не змішався. Худобу обивательську тримали разом з її господарями і також оглядали й переписували, як маєток господарів. Ревище худоби та плач дітей здалеку сповіщали, що зближаються до них Комісіонери з численними асистентами» (Історія русів, с. 317).
Опис не був закінчений, тому що почалася війна з Туреччиною, все ж було отримано величезний обсяг статистичних даних, але вони не були використані, частина їх загинула.
У XVII ст. Московія і Річ Посполита поділили між собою Україну, у XVIII ст. Росія разом із Прусією та Австрією поділили між собою Річ Посполиту. В результаті 1-го (1772 рік), 2-го (1793 рік) і 3-го (1795 рік) поділів Польщі Росія приєднала до себе всю Правобережну Україну, включаючи й Волинські землі, на частині яких розташовані нинішні Волинська і Рівненська області й невелика частина Тернопільської (колишній Кременецький повіт). У 1812 році до Росії відійшли Хотинський повіт, Аккерман (з 1944 року — Білгород-Дністровський) та Ізмаїл.
До Австрії відійшли майже всі Галицькі землі, на більшості території яких розташовані сучасні Івано-Франківська, Львівська і Тернопільська області (за винятком колишнього Кременецького повіту), Північна Буковина (за винятком Хотинського повіту), а також Закарпаття, яке Австрія отримала разом з Угорщиною ще в кінці XVII ст.
Отже в кінці XVIII ст. — на початку XIX ст. усі споконвічні українські землі були поділені між двома імперіями — Романових та Габсбургів.
Російський імператор Петро I видав наказ від 26 листопада 1718 року запровадивши державні ревізії, їх було 10 з 1719 по 1858 роки. У 1783 році відбулося остаточне закріпачення селян за місцем прописки.
У Слобідській Україні першим подушним обліком населення, введеним російським царем Петром І, була перша ревізія, яка проводилась у 1718—1727 роках. Наступною була друга ревізія (1742 р.) і подальші.
У Лівобережній Україні першим подушним обліком населення, введеним російським царем Петром І, була четверта ревізія, яка проводилась у 1781—1787 роках, оскільки на початку цього періоду Лівобережжя остаточно втратило автономію. У Правобережній Україні це був п'ятий подушний облік (ревізія), який проводився протягом 1794—1808 рр., оскільки приєднання її до Росії відбулося у 1793—1795 роках.
На території України наступною була шоста ревізія у 1811 р., потім відбулася сьома ревізія, яка проведена у 1815—1825 роках, восьма — в 1833—1835, дев'ята — 1850 і остання ревізія — в 1857—1859 роках.

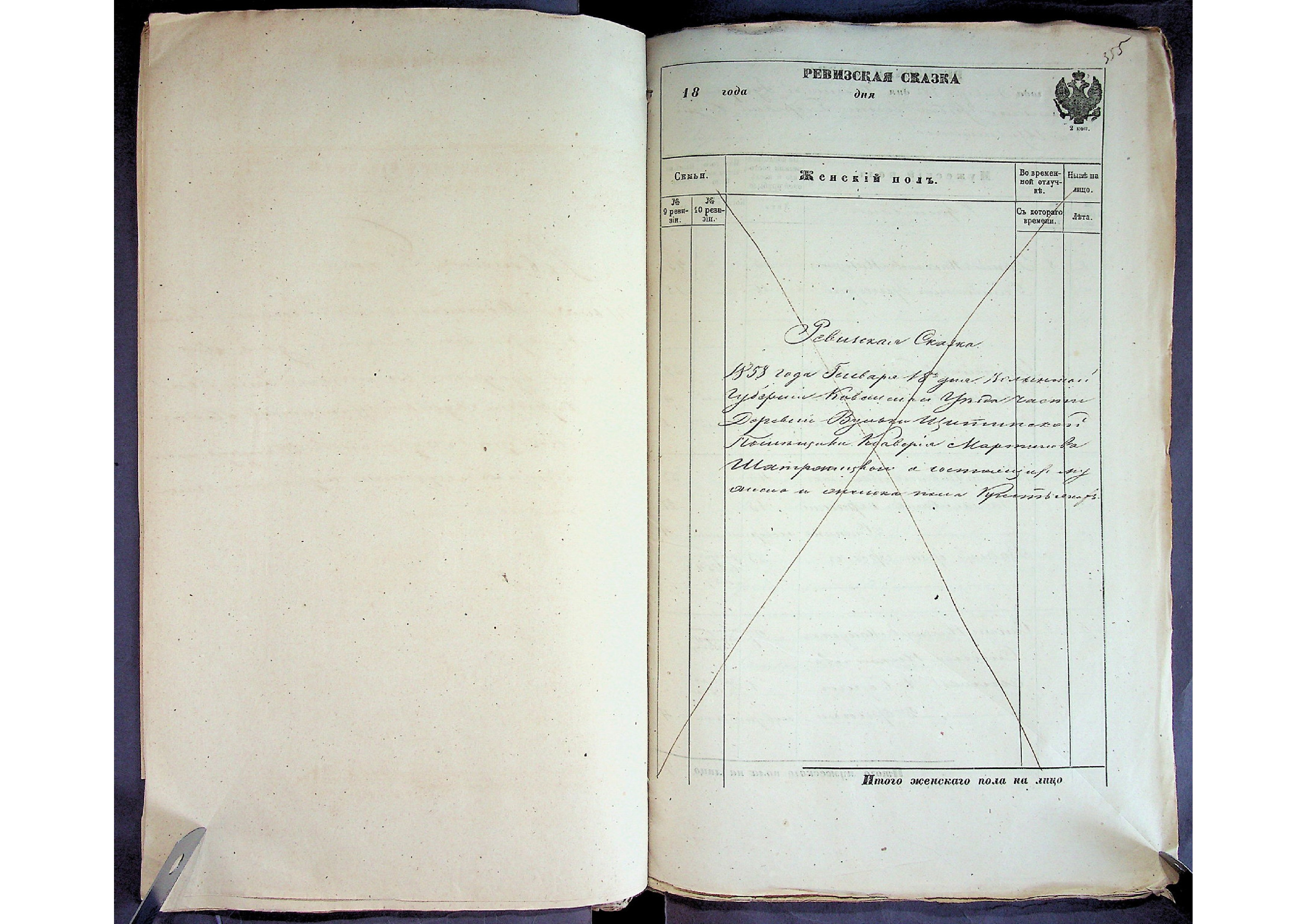
"Ревізькі казки" 1858 року (стор.2)
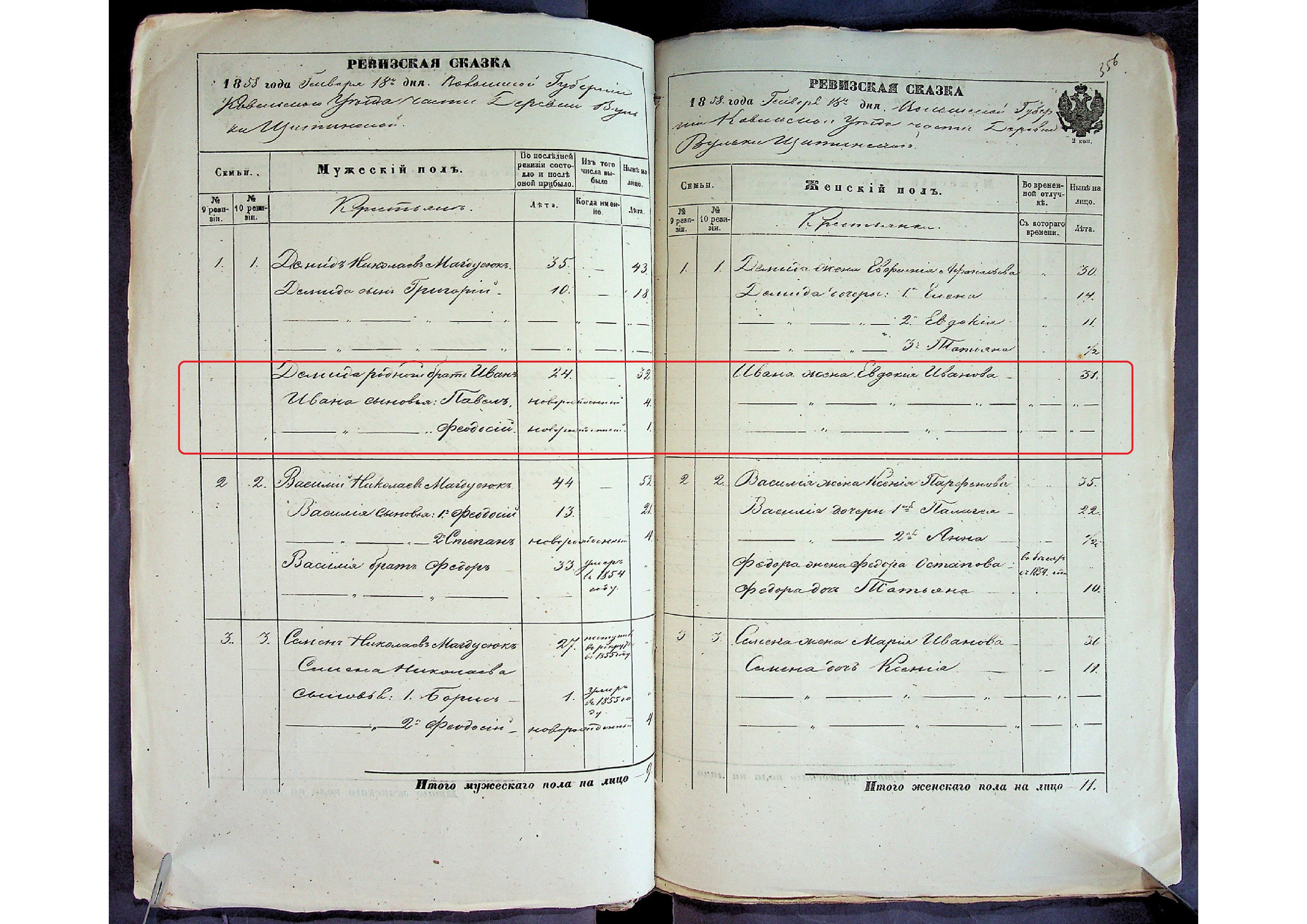
"Ревізькі казки" 1858 року (стор.3)

### Австрійська імперія
Перші обліки населення в Галичині було проведено після її входження до складу Австрійської імперії у 1772—1774 роках. І надалі вони проводились через 3-4 роки. Вони охоплювали також Закарпатську Україну і Північну Буковину. Перший загальний перепис населення в Австрійській імперії проведений у 1818 році, але програма цього перепису, як і наступних десяти була обмеженою, примітивною, як і більшість загальних переписів, проведених в інших країнах у першому історичному періоді розвитку переписів населення.
Перший, наближений до сучасного, перепис населення в Австрійській Імперії був здійснений видатним реформатором свого часу Імператором Йосифом II в межах Корони Святого Стефана, куди входила територія сучасного Закарпаття. Відбувався з 16 липня 1784 по 1788 рік.
Станом на 31 жовтня 1857 року в Австрійській імперії проведений перший загальний перепис, програма якого відповідала сучасному її розумінню. Після нього вже в Австро-Угорщині було проведено ще п'ять загальних переписів населення: 1869, 1880, 1890, 1900, 1910. Усі ці переписи охоплювали територію сучасних Закарпатської, Івано-Франківської, Львівської (за незначним винятком), Тернопільської (за винятком колишнього Кременецького повіту) і Чернівецької (за винятком колишнього Хотинського повіту) областей.

### Російська імперія
Перший в Російській Імперії загальний перепис населення в сучасному розумінні цього слова відбувся 9 лютого 1897 року. Він охопив також територію двох сучасних західних областей — Волинської і Рівненської та колишніх Кременецького і Хотинського повітів. Оскільки цей перепис проводився в середині другого історичного етапу розвитку переписів населення, він, на відміну від перших загальних переписів, проведених у США та низці європейських держав на початку першого історичного етапу розвитку переписів, був уже переписом у сучасному його розумінні. В імперії Романових проживало 125 мільйонів чоловік. Росіяни становили — 44,3 %, українці — 17,8 %, поляки — 6,3 %, білоруси — 4,3 %, євреї — 4 %. Як свідчать документи, тоді українці жили не лише на сучасній території України, а й на Кубані, Надволжі (Жовтий Клин), Алтаї та півночі Казахстану (Сірий Клин) і на Далекому Сході (Зелений Клин). Частка українського населення на Східній Слобожанщині (сучасні російські Курщина, Білгородщина, Орловщина та Воронежчина) становила 30-50 %, на Кубані (Малиновий Клин) — 75-90 %. Але у 1917 році недалекоглядні керівники Центральної Ради у переговорах із російським Тимчасовим урядом відмовилися від включення Східної Слобожанщини та Кубані до Української автономії. Отже, за даними перепису, українці були другою за чисельністю нацією і налічували 22,4 мільйона осіб. Разом із 3,6 мільйона українців Галичини, Буковини та Закарпаття (що належали до Австро-Угорщини) загальна кількість становила близько 26 мільйонів осіб. Тобто на початку ХХ століття українці були однією з найчисленніших націй Європи і світу.

### Польща, Румунія, Чехословаччина (1918—1945)
Людність, що проживала на території сучасних Івано-Франківської, Львівської, Тернопільської, Волинської і Рівненської областей, була охоплена польськими переписами населення 1921 і 1931 років, хоча українці Галичини бойкотували перепис 1921 року.
На території сучасної Чернівецької області 1930 року проведений румунський перепис населення.
На території сучасної Закарпатської області у 1921 і 1930 роках відбулися чехословацькі переписи населення і у 1941 році — угорський перепис.

### СРСР
Перший загальний перепис населення в радянські часи відбувся на зламі 1926 року станом на 17 грудня 1926 року. Подальші успішні переписи відбувалися станом на 17 січня 1939 року, 15 січня 1959 року, 15 січня 1970 року, 17 січня 1979 року і 12 січня 1989 року.

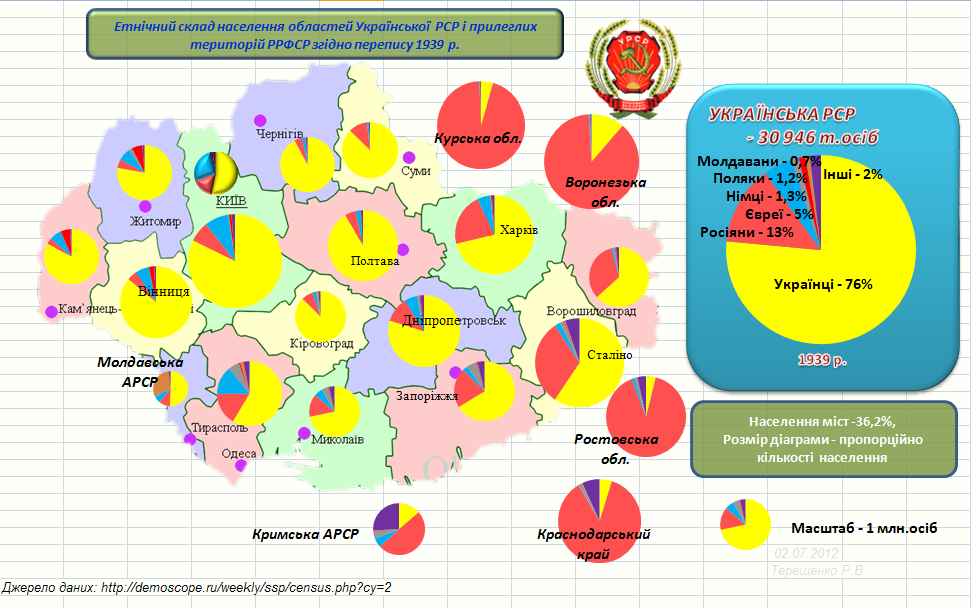
Національний склад населення по областям УРСР згідно з переписом 1939 р.

У період між двома світовими війнами на українських землях, що входили до складу СРСР, проведено чотири радянські переписи: в 1920, 1926, 1937, 1939 роках. В 1920 році перепис (міський) відбувся лише в районах, не охоплених громадянською війною, а саме по території Криму немає даних. Також результати перепису 1937 року, що показали величезні втрати людності через штучний голодомор в Україні, колективізацію та масові репресії й депортації, було закрито в таємні сховища, а тих, хто керував переписом і робив усе можливе, щоб забезпечити його правдивість, розстріляно.
Адміністративно-територіальні перетворення відбувалися в республіці напередодні міського обліку населення 1931 р. та переписів 1937 і 1939 рр. Так, у 1931 р. ЦСУ УСРР затвердило новий перелік міських населених пунктів, згідно з яким багато з них змінили свій статус із міста на село (смт), тобто чисельність міського населення скоротилася. Винятком були Донецька й Дніпропетровська області, де певна кількість сільських поселень набули статусу міста. У підсумку в 1931 р. чисельність міського населення республіки зменшилася завдяки адміністративно-територіальним перетворенням на 245,6 тис. осіб. Нові зміни до переліку міських і сільських населених пунктів було внесено в 1936 і 1938 рр. (до переписів 1937 і 1939), унаслідок яких значна кількість сіл стали містами, а приріст міського населення становив 615,8 тис. – у 1936 р. та 427,8 тис. – у 1938 р. (див. Літературу)
Возз'єднання Західної України, Північної Буковини, Закарпаття та Ізмаїльського й Аккерманського повітів з УРСР, яке відбулося в ході Другої світової війни, попри всі жахливі події, які відбулися після нього, є позитивним історичним явищем для українського народу. Адже таким чином були зібрані разом майже всі споконвічні українські землі.
Після Другої світової війни в Україні проведено чотири радянські переписи: 1959, 1970, 1979, 1989 років.

## Переписи населення в незалежній Україні

Демографія України, 1950—2022. З 1993 року населення країни поступово зменшується.

Частка українців в областях відповідно до попереднього перепису

### 2001
5 грудня 2001 року в Україні відбувся перший Всеукраїнський перепис населення.
В Україні з 1 по 14 грудня 2010 року у Дергачівському районі Харківської області відбувся пробний перепис населення.
Метою проведення пробного перепису населення є відпрацювання всіх методологічних та організаційних питань Всеукраїнського перепису населення 2020 року, а також технології автоматизованого оброблення отриманих матеріалів

### Перенесення переписів у 2011—2020 роках
У вересні 2013 р. Кабінет Міністрів України переніс другий всеукраїнський перепис населення з 2013 на 2016 рік, що закріплено розпорядженням уряду № 699 від 4 вересня 2013 року. За словами аналітиків, основними причинами цього є дефіцит державних фінансів, організаційна неготовність, а також небажання ідеологічних загострень, що можуть супроводжувати результати перепису (наприклад, тенденції зміни мовного і етнічного складу населення) перед запланованими президентськими виборами 2015 року.
У зв'язку з війною, у грудні 2015 року Кабінет Міністрів учергове переніс перепис з 2016 на 2020 рік. Планувалось, що перепис мав відбутись у листопаді-грудні 2020 року, при його довгопланованому проведенні ще з 2011 року.

### Перепис населення Російською Федерацією у тимчасово окупованому Криму (2014)
Проходив з 14 по 25 жовтня 2014 року у зв'язку з анексією Криму, та мав примусовий характер: за ухилення від відповідей в анкеті передбачалася адміністративна відповідальність, єдине питання яке дозволене без відповіді — національність. Подібна примусова міра була введена через те, що багато мешканців окупованого Криму бойкотували незаконний перепис населення та відмовлялись приймати в ньому участь.

### Заочний перепис населення 2019
Перепис населення у 2019 році проводився в електронний спосіб із непрямим підрахунком кількості населення за рахунок використання даних мобільних операторів та даних банків, математичним чином моделювалась похибка так моделювались приблизні результати перепису. За результатами приблизних підрахунків у 2019 році в Україні проживало 37 млн. 289 тис осіб без урахування непідконтрольних територій. З 1 по 26 грудня 2019 року було проведено пробний перепис населення в частині Оболонського району м. Києва та Пісківської ОТГ Бородянського району Київської області.

## Плани на 2023 рік
Черговий раунд перепису населення планувався на лютий 2023 року, з оціночною вартістю в 5 мільярдів гривень. Планувалося, що частково молодь може пройти перепис населення онлайн, також, що до перепису населення буде залучено приблизно 100000 фахівців оснащених планшетами, та буде реалізований автоматизований безпаперовий збір відповідей.
Під час війни та відразу після війни перепис не проводиться. Директорка  Інституту демографії та соціальних досліджень імені М. В. Птухи НАНУ Елла Лібанова припустила, що перепис можливо відбуватиметься наприкінці 2025 року за умови закінчення Російсько-української війни (з 2014) з посиленням російської агресії (2022), що триває.

## Переписи населення на території України

### Список
| Рік                  | Країна                  | Охоплення                      |
| -------------------- | ----------------------- | ------------------------------ |
| 16 липня 1784 року   | Імперія Габсбургів      | Закарпаття                     |
| 23 березня 1857 року | Імперія Габсбургів      | Галичина, Буковина             |
| 31 грудня 1869 року  | Австро-Угорська імперія | Закарпаття, Галичина, Буковина |
| 31 грудня 1880 року  | Австро-Угорська імперія | Закарпаття, Галичина, Буковина |
| 31 грудня 1890 року  | Австро-Угорська імперія | Закарпаття, Галичина, Буковина |
| 9 лютого 1897 року   | Імперія Романових       |                                |
| 31 грудня 1900 року  | Австро-Угорська імперія | Закарпаття, Галичина, Буковина |
| 31 грудня 1910 року  | Австро-Угорська імперія | Закарпаття, Галичина, Буковина |
| 30 вересня 1921 року | Друга Річ Посполита     | Галичина, Волинь               |
| 1921 року            | Чехословаччина          | Закарпаття                     |
| 1930 року            | Чехословаччина          | Закарпаття                     |
| 30 вересня 1931 року | Друга Річ Посполита     | Галичина, Волинь               |
| 1930 року            | Румунське королівство   | Буковина                       |
| 1926 року            | СРСР                    |                                |
| 1937 року            | СРСР                    |                                |
| 1939 року            | СРСР                    |                                |
| 1941 року            | Угорське королівство    | Закарпаття                     |
| 1959 року            | СРСР                    |                                |
| 1970 року            | СРСР                    |                                |
| 1979 року            | СРСР                    |                                |
| 1989 року            | СРСР                    |                                |
| 2001 року            | Україна                 |                                |

### Таблиця
| Регіони України у сучасних межах | Росія | Австрія | Угорщина | Польща | Чехословаччина | Румунія | СРСР |
| Автономна Республіка Крим | 1     | -       | -        | -      | -              | -       | 7*   |
| Вінницька область | 1     | -       | -        | -      | -              | -       | 7*   |
| Волинська область | 1     | -       | -        | 2      | -              | -       | 4    |
| Дніпропетровська область | 1     | -       | -        | -      | -              | -       | 8    |
| Донецька область | 1     | -       | -        | -      | -              | -       | 8    |
| Житомирська область | 1     | -       | -        | -      | -              | -       | 7*   |
| Закарпатська область | -     | 12      | 6        | -      | 2              | -       | 4    |
| Запорізька область | 1     | -       | -        | -      | -              | -       | 8    |
| Івано-Франківська область | -     | 17      | -        | 2      | -              | -       | 4    |
| Київська область | 1     | -       | -        | -      | -              | -       | 8    |
| Кіровоградська область | 1     | -       | -        | -      | -              | -       | 8    |
| Луганська область | 1     | -       | -        | -      | -              | -       | 8    |
| Львівська область | -     | 17      |          | 2      | -              | -       | 4    |
| Миколаївська область | 1     | -       | -        | -      | -              | -       | 8    |
| Одеська область | 1     | -       | -        | -      | -              | -       | 8    |
| колишні Ізмаїльський та Аккерманський повіти                                                                                                | 1     | -       | -        | -      | -              | 1       | 4    |
| Полтавська область | 1     | -       | -        | -      | -              | -       | 8    |
| Рівненська область | 1     | -       | -        | 2      | -              | -       | 4    |
| Сумська область | 1     | -       | -        | -      | -              | -       | 8    |
| Тернопільська область | -     | 17      | -        | 2      | -              | -       | 4    |
| колишній Кременецький повіт | 1     | -       | -        | 2      | -              | -       | 4    |
| Харківська область | 1     | -       | -        | -      | -              | -       | 8    |
| Херсонська область | 1     | -       | -        | -      | -              | -       | 8    |
| Хмельницька область | 1     | -       | -        | -      | -              | -       | 7*   |
| Черкаська область | 1     | -       | -        | -      | -              | -       | 8    |
| Чернівецька область | -     | 17      | -        | -      | -              | 1       | 4    |
| колишній Хотинський повіт | 1     | -       | -        | -      | -              | 1       | 4    |
| Чернігівська область | 1     | -       | -        | -      | -              | -       | 8    |
| *Радянським переписом населення 1920 року в Україні не були охоплені Крим, колишні Волинська і Подільська губернії та деякі інші місцевості |       |         |          |        |                |         |      |